# Институт физики прочности и материаловедения СО РАН
Федеральное государственное бюджетное учреждение науки Институт физики прочности и материаловедения Сибирского отделения Российской академии наук — один из институтов Томского научного центра Сибирского отделения Академии наук. Расположен в Томском Академгородке. Институт включает 6 корпусов, имеющих общую площадь 18487 квадратных метров. В составе Института функционируют 21 научная лаборатория, центр коллективного пользования «Нанотех», Международный центр исследований по физической мезомеханике материалов, межотраслевой научно-технический центр «Сварка», испытательная лаборатория «Металл-Тест», 2 научно-технологических отдела.

## История

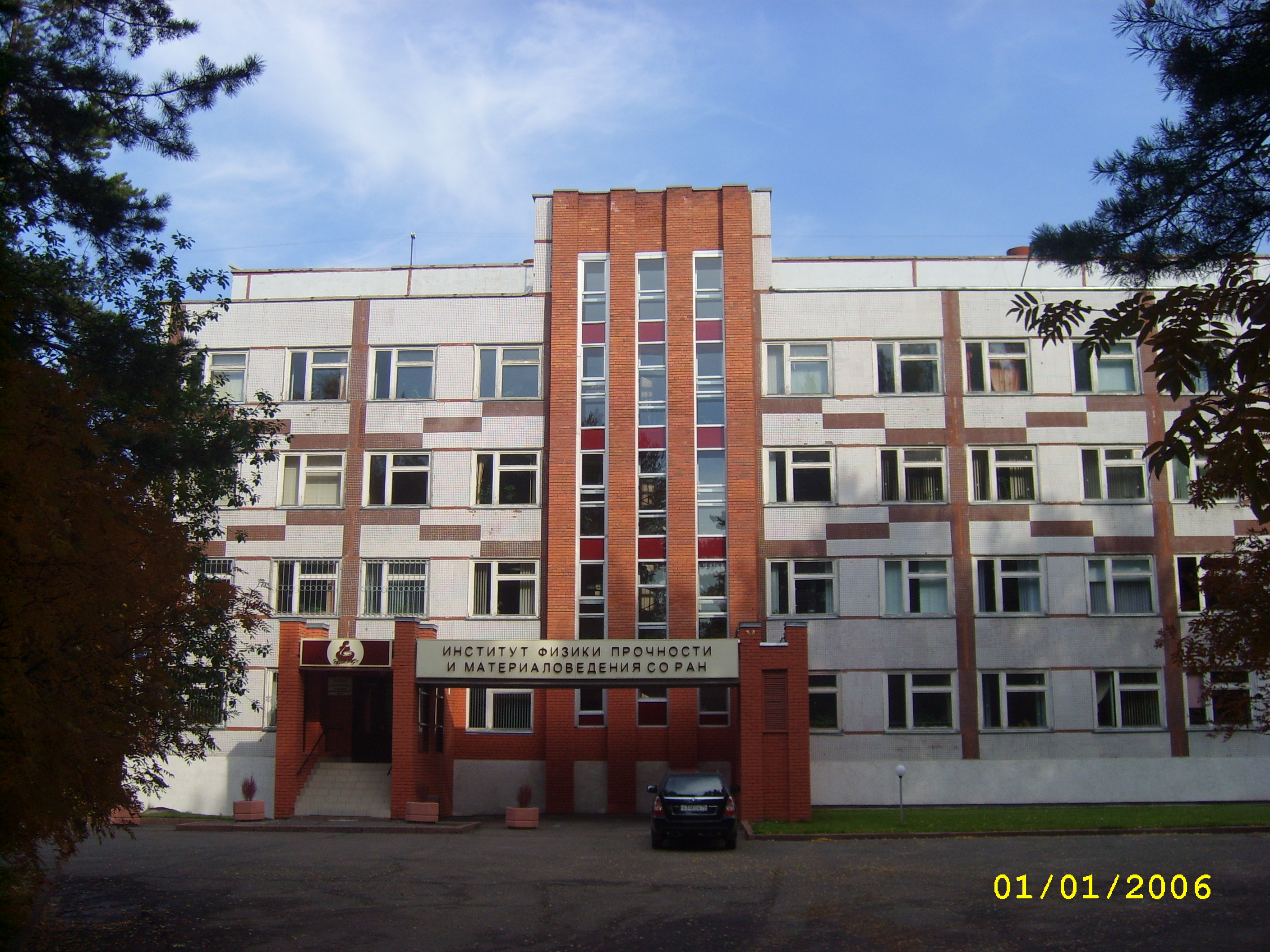
Главный корпус №1 ИФПМ СО РАН

- 1979 — отдел физики твердого тела и материаловедения под руководством Панина Виктора Евгеньевича в институте оптики атмосферы СО АН СССР
- 1984 — из Института оптики атмосферы выделяется институт физики прочности и материаловедения СО АН СССР, который возглавил В. Е. Панин
- 1985 — при ИФПМ СО АН СССР создан Республиканский инженерно-технический центр (РИТЦ)
- 1991 — на базе ИФПМ СО РАН создан Российский материаловедческий центр
- с 1994 по 1997 гг. институт имел статус Государственного научного центра Российской Федерации
- 1998 — в институте начал издаваться международный научный журнал «Физическая мезомеханика» на русском и «Physical Mesomechanics» английском языках.
- 2002 — директором Института избран доктор физико-математических наук профессор Псахье Сергей Григорьевич. Постановлением Президиума РАН академик В. Е. Панин назначен научным руководителем Института
- 2007 — англоязычная версия журнала «Physical Mesomechanics» издается международным издательством Elsevier
- 2019 — директором Института избран доктор технических наук Колубаев Евгений Александрович.
- 2024 — директором Института переизбран доктор технических наук Колубаев Евгений Александрович.

## Мероприятия, проводимые в институте
- В 2009 г. в институте праздновался 25-й юбилей. В связи с этим, с 7 по 11 сентября 2009 г. была проведена Международная конференция по физической мезомеханике, компьютерному конструированию и разработке новых материалов. Открытие конференции проходило в конгресс центре «Рубин».
- Совет молодых ученых и специалистов ИФПМ СО РАН ежегодно проводит конкурс научных докладов в двух номинациях: работа представленная на русском языке и работа представленная на английском языке.

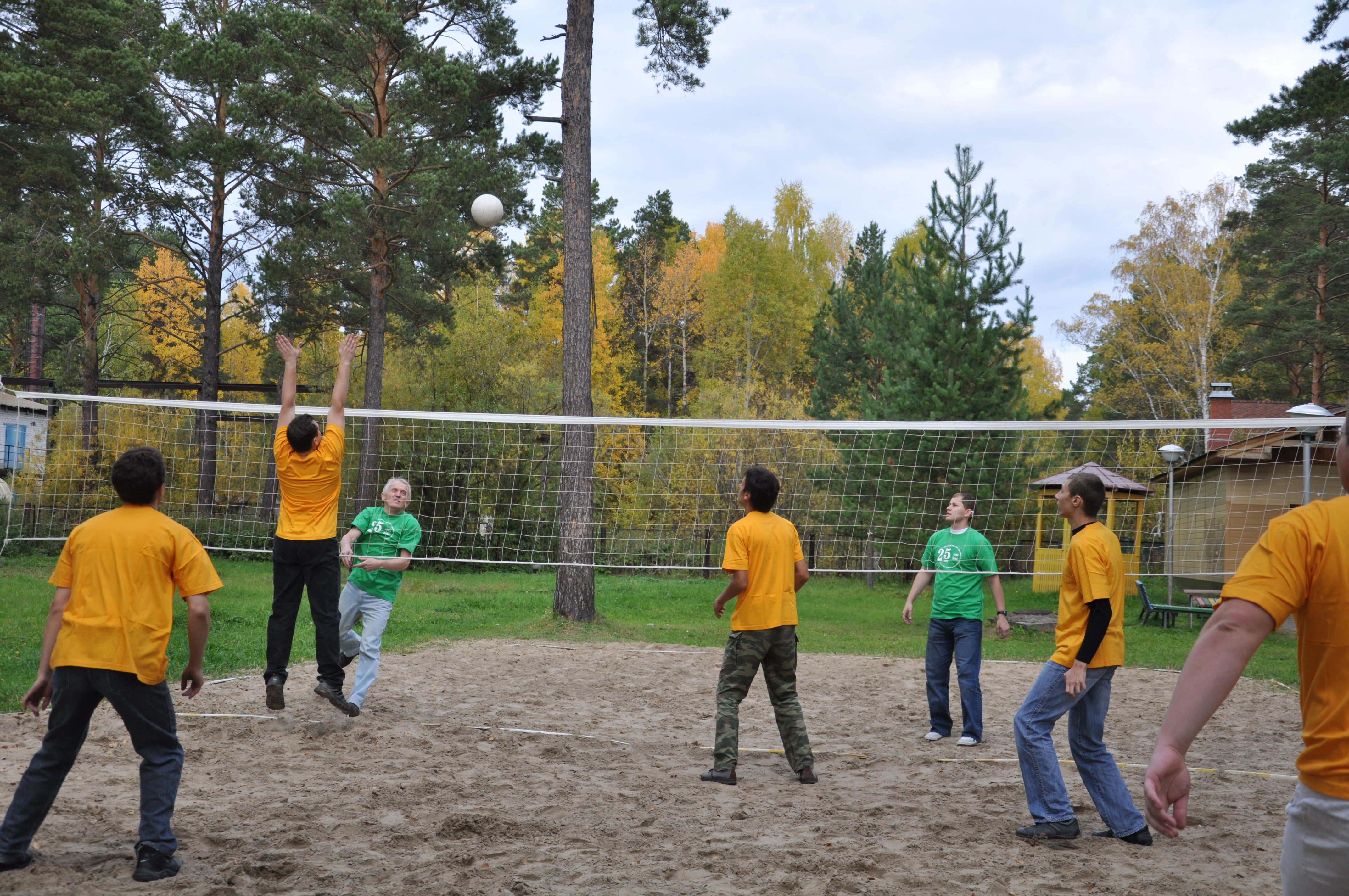
Зеленая форма — лаборатория компьютерного конструирования материалов, желтая форма — лаборатория физики наноструктурных керамических материалов

- Аспиранты и сотрудники института еженедельно, по вечерам ходят играть в волейбол и баскетбол в спортзале Томского научного центра СО РАН.
- Ежегодно институт проводит корпоративный новый год в Доме Ученых, расположенном в Томском Академгородке.
- Совет молодых ученых и специалистов ИФПМ СО РАН ежегодно участвует в праздновании основания Томского Академгородка. Готовит культурную программу и художественные миниатюры.

## Сотрудники института
В институте работает около 500 работников (199 научных сотрудников, в том числе 1 академик РАН, 59 докторов наук и 120 кандидатов наук), число аспирантов по 10 специальностям — 40.

## Дирекция
- Директор —Колубаев Евгений Александрович, доктор технических наук.
- Заместители директора по научной работе
  - Шилько Евгений Викторович, доктор физико-математических наук.
  - Буякова Светлана Петровна, доктор технических наук.
  - Дмитриев Андрей Иванович, доктор физико-математических наук.
- Учёный секретарь — Матолыгина Наталья Юрьевна, кандидат физико-математических наук.
- Заместитель директора по общим вопросам — Воронин Владимир Петрович.

## Структура

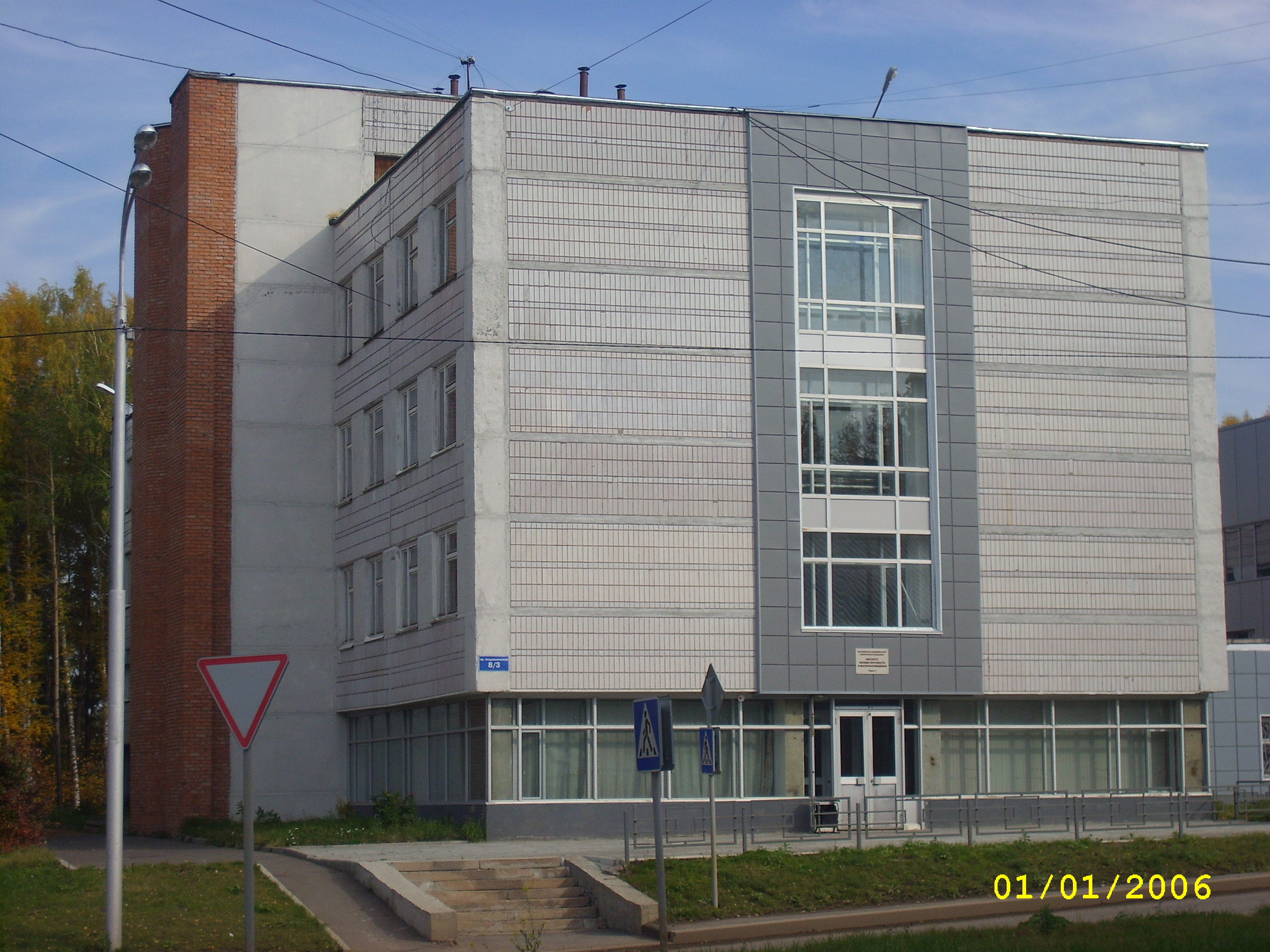
Корпус № 2 ИФПМ СО РАН

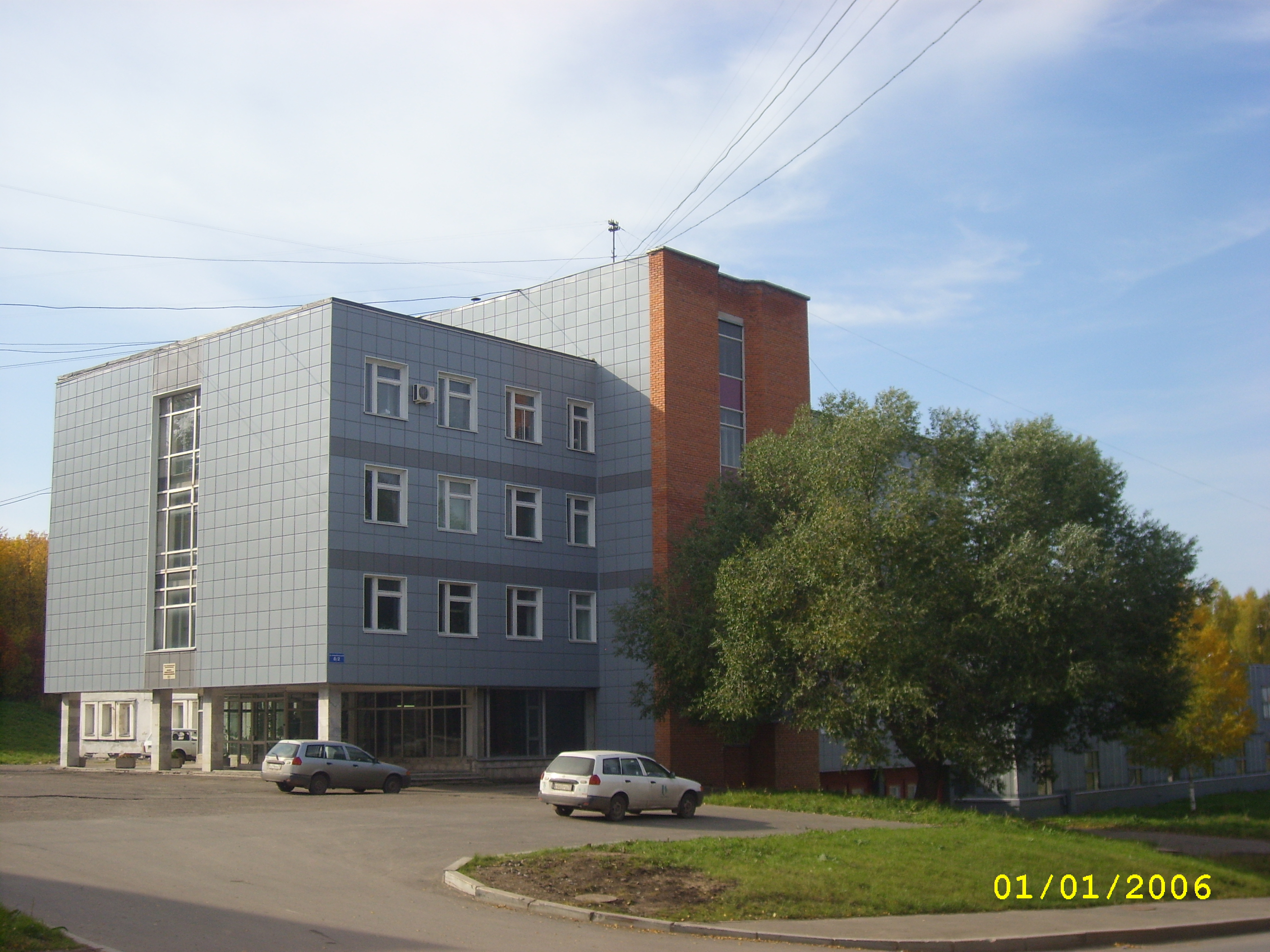
Республиканский инженерно-технический центр (РИТЦ) Корпуса № 4 и № 5 ИФПМ СО РАН

## Научные подразделения

#### Научные лаборатории
Лаборатория физической мезомеханики и неразрушающих методов контроля
Лаборатория механики структурно-неоднородных сред
Лаборатория физики структурных превращений
Лаборатория физики прочности
Лаборатория физики упрочнения поверхности
Лаборатория физического материаловедения
Лаборатория компьютерного конструирования материалов
Лаборатория физики нелинейных сред
Лаборатория физики поверхностных явлений
Лаборатория композиционных материалов
Лаборатория механики полимерных композиционных материалов
Лаборатория контроля качества материалов и конструкций
Лаборатория нанобиоинженерии
Лаборатория локальной металлургии в аддитивных технологиях
Лаборатория нелинейной механики метаматериалов и многоуровневых систем
Лаборатория молекулярного имиджинга и фотоакустики
Лаборатория материаловедения сплавов с памятью формы
Лаборатория физики наноструктурных функциональных материалов
Лаборатория физикохимии высокодисперсных материалов
Лаборатория физики наноструктурных биокомпозитов

#### Научно-технологические отделы
Научно-технологический отдел «Республиканский инженерно-технический центр по восстановлению и упрочнению деталей машин и механизмов при ИФПМ СО РАН»

#### Международные исследовательские центры
Международный центр исследований по физической мезомеханике материалов

#### Служба ученого секретаря
-	группа научно-технической информации
-	канцелярия
-	научная библиотека
-	архив
Информационно-аналитический отдел
Бюро патентной деятельности

#### Центр коллективного пользования «Нанотех»
Филиал НОЦ ТГУ по нанотехнологиям

#### Подразделения аппарата управления
Отдел аспирантуры
Бухгалтерия
Планово-экономический отдел
Отдел ОТ и ТБ, ПБ, ГО и ЧС
Контрактная служба

#### Производственно-хозяйственный отдел
Опытное производство
Транспортный участок
Служба главного инженера
Административно-хозяйственная служба